# Atacamakolibrie
De Atacamakolibrie (Rhodopis vesper) is een vogel uit de familie Trochilidae (kolibries).

## Verspreiding en leefgebied
Deze soort komt voor van noordwestelijk Peru tot noordelijk Chili en telt drie ondersoorten:
- R. v. koepckeae: noordwestelijk Peru.
- R. v. vesper: van westelijk Peru tot noordelijk Chili.
- R. v. atacamensis: Atacama (noordelijk Chili).